# Srbija in Črna gora na Svetovnem prvenstvu v hokeju na ledu 2004
Srbija in Črna gora na Svetovnem prvenstvu v hokeju na ledu 2004 D2, ki je potekalo med 12. in 18. aprilom 2004 v litvanskem mestu Elektrenai. V Divizijo I svetovnega hokeja je vodilo prvo mesto na turnirju. 

## Postava
- Selektor: Marko Zidjarević (pomočnik: Nenad Milinković)
- Vratarji: Igor Tomović, Tihomir Zečević
- Branilci: Nenad Milinković, Borislav Ilić,  Uroš Aleksić, Goran Ristić, Boris Gabrić, Uroš Banović, Branko Mamić
- Napadalci: Bojan Janković, Predrag Milosavljević, Jovica Rus, Ivan Prokić, Csaba Prokec, Srdjan Ristić, Dejan Kostić, Marko Prokić, Uroš Brestovac, Mihajlo Ražnatovič, Aleksandar Kosić

## Tekme
| 12. april 2004 | Severna Koreja | 2 - 7 | Srbija in Črna gora | Ledena dvorana, Elektrenai |

| Poročilo tekme | Poročilo tekme                   | Poročilo tekme         | Poročilo tekme | Poročilo tekme                     |
| -------------- | -------------------------------- | ---------------------- | --- | ---------------------------------- |
| Začetek: 16:00 | Yun PP2 38:59 Han (Ri) SH1 47:57 | ( 0 - 2, 1 - 3, 1 - 2) | Mamić (Prokec) 07:42 Ristić (Prokec) 12:32 Mamić (Kostić) 28:37 Prokec (Banović) 30:25 Milinković (Prokić, Kosić) PP1 37:49 Milosavljević (Prokec, Mamić) PP2 46:05 Gabrić (Ristić, Janković) 57:54 | Gledalci: 1100 Sodnik: Maksim Urda |

| 13. april 2004 | Srbija in Črna gora | 16 - 3 | Južna Afrika | Ledena dvorana, Elektrenai |

| Poročilo tekme | Poročilo tekme | Poročilo tekme         | Poročilo tekme                                                                                  | Poročilo tekme                                         |
| -------------- | --- | ---------------------- | ----------------------------------------------------------------------------------------------- | ------------------------------------------------------ |
| Začetek: 12:30 | Prokić (Milinković, Prokić) 00:12 Ražnatović (Prokec, Milinković) 03:22 Kosić (Prokec) 08:39 Milinković (Kosić, Prokić) PP1 11:27 Prokić (Prokić) 17:03 Ražnatović (Prokec, Kosić) 21:49 Kostić (Prokec, Mamić) 30:36 Milosavljević (Gabrić, Mamić) 34:39 Kosić (Ražnatović) 35:34 Kosić (Prokec, Ražnatović) 37:59 Rus (Prokić, Banović) 40:46 Prokić (Rus, Banović) 41:04 Brestovac (Milosavljević) PP1 41:20 Banović (Prokić) SH1 44:52 Kostić (Brestovac) SH1 49:40 Prokec (Milinković, Prokić) PP1 56:50 | ( 5 - 0, 5 - 2, 6 - 1) | Boushy (Edwards) PP1 34:06 Edwards (Engelbrecht, Boushy) 36:08 Olivier (Giot, Holmes) PP1 56:10 | Gledalci: 800 Sodnika: Maksim Urda Sodnika: Micha Szot |

| 15. april 2004 | Srbija in Črna gora | 9 - 2 | Bolgarija | Ledena dvorana, Elektrenai |

| Poročilo tekme | Poročilo tekme | Poročilo tekme         | Poročilo tekme                                       | Poročilo tekme                                                  |
| -------------- | --- | ---------------------- | ---------------------------------------------------- | --------------------------------------------------------------- |
| Začetek: 16:00 | Kostić (Mamić, Brestovac) PP1 12:11 Prokić PP2 17:25 Prokec 17:44 Kostić (Brestovac) PP1 22:15 Kosić PP1 29:46 Prokić (Ristić) 42:42 Banović (Kosić) PP1 45:33 Brestovac (Mamić) PP1 52:02 Kostić SH1 55:56 | ( 3 - 0, 2 - 1, 4 - 1) | Bačvarov (Veselinov) PP1 27:20 Terziev (Jotov) 42:20 | Gledalci: 660 Sodnika: Svein-Erik Edvartsen Sodnika: Micha Szot |

| 16. april 2004 | Srbija in Črna gora | 20 - 2 | Nova Zelandija | Ledena dvorana, Elektrenai |

| Poročilo tekme | Poročilo tekme | Poročilo tekme          | Poročilo tekme                            | Poročilo tekme                                                     |
| -------------- | --- | ----------------------- | ----------------------------------------- | ------------------------------------------------------------------ |
| Začetek: 12:30 | Ristić PP1 03:04 Milinković (Prokić) SH1 17:48 Prokec (Kostić) 28:48 Milosavljević (Ristić, Ražnatović) 29:06 Prokić (Kosić) PP1 29:57 Prokec (Brestovac) PP1 34:22 Ražnatović 34:44 Prokić (Kosić, Rus) 35:05 Prokić (Mamić, Aleksić) PP1 38:21 Prokić 39:02 Kosić (Prokić) 42:41 Aleksić (Ražnatović) PP1 46:22 Kosić (Prokić) PP1 49:03 Prokec (Kostić) 49:21 Mamić (Kostić) PP1 53:26 Ražnatović PP1 53:39 Prokić (Gabrić) PP1 54:03 Milosavljević (Banović, Ilić) PP1 56:33 Prokić 56:46 Prokić 56:51 | ( 2 - 1, 8 - 1, 10 - 0) | Wheeler (Monk) 06:18 Horo (Lee) PP1 32:24 | Gledalci: 700 Sodnika: Svein-Erik Edvartsen Sodnika: Eduards Odins |

| 18. april 2004 | Litva | 14 - 3 | Srbija in Črna gora | Ledena dvorana, Elektrenai |

| Poročilo tekme | Poročilo tekme | Poročilo tekme        | Poročilo tekme                                          | Poročilo tekme                              |
| -------------- | --- | --------------------- | ------------------------------------------------------- | ------------------------------------------- |
| Začetek: 19:30 | Bauba PP1 02:55 Bauba 11:37 Bauba (Katulis) PP1 13:31 Kaminskas (Lelenas, Kuliesius) 25:23 Pliskauskas PP2 35:14 Bauba 35:23 Bauba PP2 36:54 Kulevicius (Katulis) 43:48 Aliukonis (Limontas, Bauba) PP2 46:25 Bernatavicius (Aliukonis) PP1 50:53 Limontas 51:53 Pliskauskas 53:35 Lelenas (Pliskauskas) 55:23 Bernatavicius (Bauba) 59:34 | (3 - 0, 4 - 2, 7 - 1) | Gabrić PP1 26:58 Prokec (Ristić) PP1 32:28 Gabrić 51:34 | Gledalci: 3900 Sodnik: Svein-Erik Edvartsen |

## Seznam reprezentantov s statistiko

### Vratarji
| #  | Igralec         | OT | OMIN | PG | PGT  | KM | PPPG | PSHG |
| 1  | Igor Tomović    | 5  | 65   | 7  | 6,45 | 0  | 2    | 0    |
| 26 | Tihomir Zečević | 5  | 235  | 16 | 4,09 | 2  | 9    | 1    |
| -- | --------------- | -- | ---- | -- | ---- | -- | ---- | ---- |

### Drsalci
| #  | Igralec               | OT | DG | DA | TOČ | DGT | DAT | DPPG | DPPGT | DSHG | DSHGT | KM |
| 2  | Nenad Milinković      | 5  | 3  | 3  | 6   | 0,6 | 0,6 | 2    | 0,4   | 0    | 0     | 2  |
| 3  | Borislav Ilić         | 5  | 0  | 1  | 1   | 0   | 0,2 | 0    | 0     | 0    | 0     | 20 |
| 4  | Bojan Janković        | 5  | 0  | 1  | 1   | 0   | 0,2 | 0    | 0     | 0    | 0     | 27 |
| 6  | Uroš Aleksić          | 5  | 1  | 1  | 2   | 0,2 | 0,2 | 1    | 0,2   | 0    | 0     | 2  |
| 7  | Goran Ristić          | 5  | 2  | 1  | 3   | 0,4 | 0,2 | 1    | 0,2   | 0    | 0     | 6  |
| 8  | Predrag Milosavljević | 5  | 4  | 1  | 5   | 0,8 | 0,2 | 2    | 0,4   | 0    | 0     | 6  |
| 9  | Jovica Rus            | 5  | 1  | 2  | 3   | 0,2 | 0,4 | 0    | 0     | 0    | 0     | 27 |
| 10 | Ivan Prokić           | 5  | 7  | 7  | 14  | 1,4 | 1,4 | 2    | 0,4   | 0    | 0     | 27 |
| 11 | Csaba Prokec          | 5  | 7  | 8  | 15  | 1,4 | 1,6 | 3    | 0,6   | 0    | 0     | 10 |
| 12 | Srdjan Ristić         | 5  | 0  | 3  | 3   | 0   | 0,6 | 0    | 0     | 0    | 0     | 25 |
| 15 | Dejan Kostić          | 5  | 5  | 4  | 9   | 1   | 0,8 | 2    | 0,4   | 0    | 0     | 37 |
| 16 | Marko Prokić          | 5  | 5  | 3  | 8   | 1   | 0,6 | 2    | 0,4   | 0    | 0     | 31 |
| 17 | Uroš Brestovac        | 5  | 2  | 4  | 6   | 0,4 | 0,8 | 2    | 0,4   | 0    | 0     | 12 |
| 20 | Boris Gabrić          | 5  | 3  | 2  | 5   | 0,6 | 0,4 | 1    | 0,2   | 0    | 0     | 8  |
| 21 | Mihajlo Ražnatović    | 5  | 4  | 4  | 8   | 0,8 | 0,8 | 1    | 0,2   | 0    | 0     | 30 |
| 22 | Aleksandar Kosić      | 5  | 6  | 6  | 12  | 1,2 | 1,2 | 2    | 0,4   | 0    | 0     | 31 |
| 23 | Uroš Banović          | 5  | 2  | 4  | 6   | 0,4 | 0,8 | 1    | 0,2   | 0    | 0     | 31 |
| 24 | Branko Mamić          | 5  | 3  | 6  | 9   | 0,6 | 1,2 | 1    | 0,2   | 0    | 0     | 12 |
| -- | --------------------- | -- | -- | -- | --- | --- | --- | ---- | ----- | ---- | ----- | -- |